# Теория многокомпонентных систем с хаосом химического состава
Теория многокомпонентных систем с хаосом химического состава разработана в конце 80-х начале 90-х годов М.Ю. Доломатовым.
В основе феноменологической физико-химической теории, представленной автором, лежат следующие положения:
Вся материя, в той или иной степени, обладает химическим хаосом. Поэтому любое даже сверхчистое вещество относится к многокомпонентным системам с хаосом химического состава (МСХС), компоненты которых распределяется по закону случая. Химически чистое вещество также рассматривается как многокомпонентная система в виде суммы подсистем доминирующего компонента и стохастической подсистемы компонентов- примесей. МСХС является частью космической и земной материи, абиогенного и биогенного происхождения. К органическим МСХС с сильным хаосом состава относятся геохимические, биогеохимические объекты гуминовые вещества, каустобиолиты, нефти, торфы, гуминовые вещества, природные газы, вулканогенные системы, газоконденсаты, асфальты, продукты метаболизма живого вещества и др.  Техногенные МСХС близки по своим статистическим свойствам к природным. К техногенным системам принадлежат: нефтепродукты и фракции нефтей, продукты переработки твердого топлива, техногенные углеводородные газы, углеводородные масла и топлива, асфальтены и смолы, продукты полимеризации многокомпонентных мономерных и олигомерных систем, полимерные смеси, продукты термо- или фотодеструкции органических веществ и т.д. Показано, что к МСХС относится вещества межзвездных газопылевых туманностей, органика метеоритов и космической пыли. Особенностью МСХС является возможность существования в элементарном объеме среды большого числа компонентов различной природы – от простых молекул до сложных веществ. Разносортные компоненты МСХС образуют Больцмановский статистический ансамбль. Пусть N-общее число компонентов вещества, каждый из которых характеризуется определенным значением качественной характеристики (свойством) Zi, а  -среднее свойство системы в целом. Определим вероятность существования D N  компонентов со свойством Zi .Известно, что вероятность такого события определяется биноминальным (Бернуллиевским)  распределением:
{\displaystyle \vartriangle {N}/N={C_{N}}^{\vartriangle {N}}{P}^{\vartriangle {N}}(1-P)^{N-\vartriangle {N}}},                                                                                                                                                                                                                                                    (1)
где  {\displaystyle {C_{N}}^{\vartriangle \mathbb {N} }}- число сочетаний: N пo {\displaystyle \vartriangle \mathbb {N} }; P - вероятность химического различия компонентов, при  Р = 1  система построена из совершенно разных компонентов, при Р=0 система  - однокомпонентная. В нефтехимических системах, чаще всего, реализуются промежуточные случаи 0 < P < 1. При этом условии, применяя к (1) локальную теорему Муавра-Лапласа, получаем гауссовское распределение состава компонентов по свойствам.
{\displaystyle \vartriangle {N}/N\thicksim 1/{\sqrt {2\pi }}\sigma ^{2}exp[-(\vartriangle {Z}-{\bar {Z}})^{2}/2{\sigma _{Z}}^{2}]},                                                                                                                                                                                                                                   (2)
где {\displaystyle \sigma ^{2}} - дисперсия по свойству. 
В результате имитационного моделирования функции распределения вероятности в МСХС методом Монте-Карло установлено, что нормальное (Гауссовское) распределение производится при вероятности различия компонентов в интервале от 0.2 до 0.8. Для МСХС характерны Бернуллиевские распределения состава по термодинамическим потенциалам, в частности свободной энергии. Существует иерархический ряд распределений термодинамических потенциалов и, связанных с ними, свойств, характеризующих систему. Из этих закономерностей следует нормальное распределение состава нефтей и их фракций по температурам кипения. Следствием этого являются свойства статистической самовоспроизводимости и метастабильности многокомпонентного вещества и  самопроизвольное его разделение на многокомпонентные фазы. В процессах пиролиза углеводородных систем показан детерминированный хаос, который выражается линейностью изменения параметров функции распределения состава от температуры, времени и фактора жесткости.
Кроме того, в МСХС не выполняются законы постоянства состава и действующих масс. Показано своеобразие кинетики процессов в МСХС, например, нарушение закона действующих масс, как следствие нарушения закона постоянства состава. Одна из причин этого непрерывный марковский процесс изменения термодинамического состояния системы (её природы) во времени. Последнее приводит к дрейфу кинетических констант.
Показано, что МСХС можно рассматривать как статистический ансамбль квазичастиц (псевдокомпонентов), среднеэнергетические характеристики молекулярных орбиталей которых определяют реакционноспособность, термостойкость и другие свойства. Реакционная способность системы в целом обусловлена характеристиками электронной структуры таких частиц.  Для нефтяных систем можно эмпирически определить параметры реакционной способности методами электронной феноменологической спектроскопии.
В природе существует особая энтропия разнообразия компонентов (ЭРК). В макросистемах существует процесс самопроизвольного роста ЭРК. Существование ЭРК обуславливает такое явление, наблюдаемое в технологии как отсутствие выходов веществ равных единице. При деструктивных и биодеструктивных процессах рост ЭРК вызывает самопроизводство многокомпонентных фракций. Это является одной из причин генезиса углеводородного вещества органических биоотложений и земной коры с образованием нефти.
В исследованиях показано, что органическое и неорганическое вещество межзвездных гигантских молекулярных облаков (ГМО) относятся к МСХС. По данным спектроскопии ГМО содержат углеводороды, ряд азотсодержащих и оксосоединений и др.. В исследованиях предложены термодинамические, статистические модели основанные на данных астрофизики и спектроскопии для оценки ресурсов вещества в видимой части космоса, без учета темной материи.
Разработанные на принципах теории МХСС исследовательские методы использованы в лабораторной и производственной практике.